# Мідовлендс (Міннесота)
Мідовлендс (англ. Meadowlands) — місто (англ. city) в США, в окрузі Сент-Луїс штату Міннесота. Населення — 134 особи (2010).

## Географія
Мідовлендс розташований за координатами 47°4′23″ пн. ш. 92°43′53″ зх. д. / 47.07306° пн. ш. 92.73139° зх. д. (47.073103, -92.731306).  За даними Бюро перепису населення США в 2010 році місто мало площу 1,00 км², уся площа — суходіл.

## Демографія
Згідно з переписом 2010 року, у місті мешкали 134 особи в 67 домогосподарствах у складі 33 родин. Густота населення становила 134 особи/км².  Було 78 помешкань (78/км²).
Расовий склад населення:
| - 94,0 % — білих - 3,7 % — чорних або афроамериканців - 0,7 % — корінних американців |

До двох чи більше рас належало 1,5 %. Частка іспаномовних становила 0,0 % від усіх жителів.
За віковим діапазоном населення розподілялося таким чином: 23,9 % — особи молодші 18 років, 49,2 % — особи у віці 18—64 років, 26,9 % — особи у віці 65 років та старші. Медіана віку мешканця становила 47,0 року. На 100 осіб жіночої статі у місті припадало 76,3 чоловіків;  на 100 жінок у віці від 18 років та старших — 64,5 чоловіків також старших 18 років.
За межею бідності перебувало 22,6 % осіб, у тому числі 31,3 % дітей у віці до 18 років та 9,5 % осіб у віці 65 років та старших.
Цивільне працевлаштоване населення становило 25 осіб. Основні галузі зайнятості: мистецтво, розваги та відпочинок — 28,0 %, освіта, охорона здоров'я та соціальна допомога — 20,0 %, сільське господарство, лісництво, риболовля — 16,0 %.